# Haraldsgade
Haraldsgade er en ca. 1½ km lang gade, der begynder på Ydre Nørrebro, hvor den ved Tagensvej overtager Hamletsgades forløb, og ender på Ydre Østerbro ved Lyngbyvej (og efter Lyngbyvej fortsættes forløbet af Sejrøgade). Den er en markant gade i bydelen især på Ydre Nørrebro, der undervejs bl.a. krydser Lersø Park Allé. Sammen med Tagensvej og Jagtvej er det en af kvarterets ældste gader.
Gaden har lagt navn til Haraldsgadekvarteret.
Gaden fik sit navn i 1880, formentlig efter Harald Blåtand (død 986). Navnemæssigt set danner Dagmarsgade, Gormsgade, Thyrasgade og Haraldsgade en lille særgruppe midt i det mytologiske kvarter, da disse fire gader har hentet deres navne fra den tidlige danske kongeslægt.
I årene op til år 1900 blev en gadeplan udviklet for området, der startede med de to skrågader over Rådmandsmarken, Haraldsgade og Vermundsgade. Disse diagonalgader præger stadig området i dag. Haraldsgade ses allerede på et kort fra 1830 før voldenes sløjfning. Den fører op til en bygning, der kaldtes Marielyst, hvor Grundtvigs Højskole holdt til.
Gaden er en gammel forbindelsesvej til Rådmandsmarken mellem Tagensvej og Lyngbyvej. Indtil 1920 udgik gaden fra Lyngbyvej ved den nuværende Ragnagade. I begyndelsen af 1920’erne hed det nye stykke af gaden derfor Ny Haraldsgade.

## Nævneværdige bygninger i gaden
Det gik langsomt med bebyggelsen af Haraldsgade. Omkring 1900 var der ikke meget andet end landlig idyl og gartnerier (ligesom i Heimdalsgade) og i 1905 var numrene 7-61 "Lersøens Holdeplads", der dog efterhånden skrumpede ind som der blev bygget huse. På et billede fra 1920'erne fra Haraldsgade nr. 5 ses to lave huse lige op ad 5-etagers byggeri. Og indtil 1907 var der renovationshus og N.F.S. Grundtvigs ret slidte højskole Marielyst i landlige omgivelser med hønsegård og skæve stiger.
- Nr. 8: En stor åben karré tegnet af arkitekten Arthur Wittmaack og Vilhelm Hvalsøe stod færdig i 1936. Funktionalistisk byggeri i gule sten og fem etager med altaner i festlige farver. Det var de samme arkitekter, der tegnede Nora Bio på Nørrebrogade.

- Nr. 18-42: Andelsboligforeningem Haraldshus. Boligbebyggelse i 4½ etage med gule mursten fra 1934. Enkelte steder i fem etager. Spinkle jernbalkoner på fronten. Nyklassicistisk bebyggelse i berlinerstil.

- Nr. 53: Lauritz Knudsens fabrik fra 1921-68. Bygningerne, der nu er nedrevet, var tegnet af Alfred Thomsen, Robert Hansen og ingeniør V. Hougs og opført 1920-21. Knudsen lavede ure og elektriske apparater, i dag er produktionen integrerede el-installationer og kontakter. Under besættelsen blev to af Lauriz Knudsens transformerstationer sprængt i luften af BOPA og SOE, hvorved der blev anrettet skader for 850.000 kr. Virksomheden fabrikerede transformerdele til Siemens i Tyskland.

Ved Lersø Parkallé er der en rød murstensbygning med påskriften "Haraldsgaarden". Bag syrener og guldregn gemmer der sig en udvidet børnepasningscentral. Det er en menighedsinstitution oprettet i 1945 i samarbejde mellem Taksigelseskirken, Hellesens fabrikker og Lauritz Knudsen. Der er både vuggestue, børnehave og fritidshjem.
Lige ved Lersø Parkallé, ligger der en stor transformerstation. Bygningen er ca. 35 meter lang, i røde mursten med Københavns byvåben på facaden. Den er opført i 1953 for Københavns Belysningsvæsen af arkitekt Myling-Petersen.
Haraldsgade består især af beboelseshuse i fire-fem etager. Men der er også en del butikker i gadeplan. Mange af lejlighederne har fået nye altaner.